# Ҝ
Ҝ, ҝ – litera cyrylicy używana w alfabecie azerskim opartym na cyrylicy, reprezentująca dźwięk [ɟ], tj. spółgłoskę zwartą podniebienną dźwięczną.
Odpowiedniki litery w innych wersjach alfabetu azerskiego:
- alfabet arabski: گ
- łacinka 1922–1933: Ƣ
- łacinka 1933–1939: G
- łacinka od 1992: G

## Kodowanie
| Znak                   | Ҝ                                               | Ҝ                                               | ҝ                                             | ҝ                                             |
| ---------------------- | ----------------------------------------------- | ----------------------------------------------- | --------------------------------------------- | --------------------------------------------- |
| Nazwa w Unikodzie      | cyrillic capital letter ka with vertical stroke | cyrillic capital letter ka with vertical stroke | cyrillic small letter ka with vertical stroke | cyrillic small letter ka with vertical stroke |
| Kodowanie              | dziesiątkowo                                    | szesnastkowo                                    | dziesiątkowo                                  | szesnastkowo                                  |
| Unicode                | 1180                                            | U+049C                                          | 1181                                          | U+049D                                        |
| UTF-8                  | 210 156                                         | d2 9c                                           | 210 157                                       | d2 9d                                         |
| Odwołania znakowe SGML | &#1180;                                         | &#x049C;                                        | &#1181;                                       | &#x049D;                                      |